# Acacia allenii
Acacia allenii là một loài thực vật có hoa trong họ Đậu. Loài này được D.H.Janzen miêu tả khoa học đầu tiên.